# Ratno (Ukraina)
Ratno (ukr. Ратне) – osiedle typu miejskiego na Ukrainie i siedziba administracyjna rejonu ratnieńskiego obwodu wołyńskiego, nad Prypecią. 8751 mieszkańców (2024), przemysł drzewny.
Było miastem królewskim Korony Królestwa Polskiego, położonym w pierwszej połowie XVII wieku w starostwie niegrodowym ratneńskim w ziemi chełmskiej.

## Historia
Król polski i węgierski Władysław III przeniósł miasto Ratno w ziemi ruskiej na prawo miejskie magdeburskie. Dokument z 28 września 1440 r., wystawiony został w Budzie.
W okresie I Rzeczypospolitej w ziemi chełmskiej (prowincja małopolska, województwo ruskie); do początku XVI wieku miasto powiatowe.
Do 1945 miasto w Polsce w województwie wołyńskim. Miasto było siedzibą wiejskiej gminy Górniki. Przed II wojną światową w niewielkiej odległości od Ratna znajdował się chutor Borki.
6 lipca 1941 ukraińscy chłopi urządzili tutaj pogrom, w trakcie którego rabowano żydowskie mienie i zabito kilka osób. Dzień później doszło do przypadkowej potyczki Niemców z Ukraińcami, którzy wzięli Niemców za uzbrojony oddział żydowski. W rezultacie zginęło 10 Ukraińców. Niemcy, zrzucając odpowiedzialność za otwarcie ognia na Żydów, rozstrzelali 30 z nich. W tym czasie Niemcy rozstrzelali tutaj także około 30 sowieckich jeńców wojennych. Podczas okupacji hitlerowskiej, na wiosnę 1942 roku Niemcy utworzyli getto dla żydowskich mieszkańców. Przebywało w nim około 2500 osób. W sierpniu 1942 roku Niemcy zlikwidowali getto, a Żydów zamordowali w lesie Prochód. Sprawcami zbrodni było Gestapo i SD w asyście niemieckiej żandarmerii oraz ukraińska policja. Pomoc Żydom w Ratnie niósł Ukrainiec Mychajło Chaboweć z rodziną, za co w 1995 roku Instytut Jad Waszem uhonorował go pośmiertnie tytułem Sprawiedliwego wśród Narodów Świata.
Obecnie w skład miejscowości wchodzą dawne przedmieścia: Podzamcze, Pólkowo i Zanotycze.

## Urodzeni
- Eliasz Rajzman - urodził się 8 lipca 1909 w Ratnie, polski poeta pochodzenia żydowskiego.